# Natalia Medvedeva
Pour les articles homonymes, voir Medvedeva.
Natalia Medvedeva (née le 15 novembre 1971 à Kiev) est une joueuse de tennis soviétique puis ukrainienne, professionnelle de 1987 à 1998.
Elle a gagné quatre titres WTA en simple pendant sa carrière, dont le tournoi de Hanovre en 1993 face à Conchita Martínez (alors 5e mondiale) en finale.
Joueuse de double émérite, Natalia Medvedeva a décroché une douzaine de tournois dans cette discipline, avec huit partenaires différentes.
Son frère cadet, Andreï Medvedev, a également évolué au plus haut niveau international sur le circuit ATP.

## Palmarès

### Titres en simple dames
| No | Date       | Nom et lieu du tournoi                    | Catégorie | Dotation  | Surface         | Finaliste         | Score         |          |
| -- | ---------- | ----------------------------------------- | --------- | --------- | --------------- | ----------------- | ------------- | -------- |
| 1  | 29-10-1990 | Virginia Slims of Nashville, Nashville    | Tier IV   | 150 000 $ | Dur (int.)      | Susan Sloane      | 6-3, 7-6      | Parcours |
| 2  | 10-02-1992 | Int’l Austrian Indoor Championships, Linz | Tier V    | 100 000 $ | Moquette (int.) | Pascale Paradis   | 6-4, 6-2      | Parcours |
| 3  | 12-07-1993 | BVV Open, Prague                          | Tier IV   | 100 000 $ | Terre (ext.)    | Meike Babel       | 6-3, 6-2      | Parcours |
| 4  | 25-10-1993 | Nokia Grand Prix, Essen                   | Tier II   | 375 000 $ | Moquette (int.) | Conchita Martínez | 6-7, 7-5, 6-4 | Parcours |

### Finale en simple dames
| No | Date       | Nom et lieu du tournoi         | Catégorie | Dotation  | Surface    | Vainqueure     | Score    |          |
| -- | ---------- | ------------------------------ | --------- | --------- | ---------- | -------------- | -------- | -------- |
| 1  | 23-08-1993 | OTB International, Schenectady | Tier III  | 150 000 $ | Dur (ext.) | Larisa Neiland | 6-3, 7-5 | Parcours |

### Titres en double dames
| No | Date       | Nom et lieu du tournoi                    | Catégorie | Dotation  | Surface         | Partenaire         | Finalistes                        | Score         |          |
| -- | ---------- | ----------------------------------------- | --------- | --------- | --------------- | ------------------ | --------------------------------- | ------------- | -------- |
| 1  | 18-04-1988 | Singapore Open Singapour                  | Tier V    | 50 000 $  | Dur (ext.)      | Natalia Bykova     | Leila Meskhi Svetlana Cherneva    | 7-6, 6-3      | Parcours |
| 2  | 29-01-1990 | Nutri-Metics Auckland                     | Tier V    | 75 000 $  | Dur (ext.)      | Leila Meskhi       | Jill Hetherington Robin White     | 3-6, 6-3, 7-6 | Parcours |
| 3  | 05-02-1990 | Fernleaf International Classic Wellington | Tier V    | 75 000 $  | Dur (ext.)      | Leila Meskhi       | Michelle Jaggard Julie Richardson | 6-3, 2-6, 6-4 | Parcours |
| 4  | 22-10-1990 | Puerto Rico Open Dorado                   | Tier IV   | 150 000 $ | Dur (ext.)      | Elena Bryukhovets  | Amy Frazier Julie Richardson      | 6-4, 6-2      | Parcours |
| 5  | 23-09-1991 | St. Petersburg Open Saint-Pétersbourg     | Tier V    | 100 000 $ | Moquette (int.) | Elena Bryukhovets  | Isabelle Demongeot Jo Durie       | 7-5, 6-3      | Parcours |
| 6  | 13-04-1992 | Volvo Open Pattaya                        | Tier V    | 100 000 $ | Dur (ext.)      | Isabelle Demongeot | Pascale Paradis Sandrine Testud   | 6-1, 6-1      | Parcours |
| 7  | 20-04-1992 | Women’s Open Kuala Lumpur                 | Tier IV   | 100 000 $ | Dur (int.)      | Isabelle Demongeot | Rika Hiraki Petra Langrová        | 2-6, 6-4, 6-1 | Parcours |
| 8  | 05-07-1993 | Torneo Internazionale Palerme             | Tier IV   | 100 000 $ | Terre (ext.)    | Karin Kschwendt    | Silvia Farina Brenda Schultz      | 6-4, 7-6      | Parcours |
| 9  | 19-10-1993 | Autoglass Classic Brighton                | Tier II   | 375 000 $ | Moquette (int.) | Laura Golarsa      | Anke Huber Larisa Neiland         | 6-3, 1-6, 6-4 | Parcours |
| 10 | 03-01-1994 | Danone Hardcourt Championships Brisbane   | Tier III  | 150 000 $ | Dur (ext.)      | Laura Golarsa      | Jenny Byrne Rachel McQuillan      | 6-3, 6-1      | Parcours |
| 11 | 05-08-1996 | Meta Styrian Open Maria Lankowitz         | Tier IV   | 107 500 $ | Terre (ext.)    | Janette Husárová   | Lenka Cenková Kateřina Kroupová   | 6-4, 7-5      | Parcours |
| 12 | 28-10-1996 | Kremlin Cup Moscou                        | Tier III  | 400 000 $ | Moquette (int.) | Larisa Neiland     | Silvia Farina Barbara Schett      | 7-6, 4-6, 6-1 | Parcours |

### Finale en double dames
| No | Date       | Nom et lieu du tournoi                | Catégorie | Dotation  | Surface    | Vainqueures                      | Partenaire   | Score         |          |
| -- | ---------- | ------------------------------------- | --------- | --------- | ---------- | -------------------------------- | ------------ | ------------- | -------- |
| 1  | 06-11-1989 | Virginia Slims of Nashville Nashville | Tier V    | 100 000 $ | Dur (int.) | Manon Bollegraf Meredith McGrath | Leila Meskhi | 1-6, 7-6, 7-6 | Parcours |

### Finale en double mixte
| No | Date       | Nom et lieu du tournoi       | Catégorie | Surface    | Vainqueures             | Partenaire      | Score        |          |
| -- | ---------- | ---------------------------- | --------- | ---------- | ----------------------- | --------------- | ------------ | -------- |
| 1  | 31-12-1994 | Hyundai Hopman Cup VII Perth | ITF       | Dur (int.) | Anke Huber Boris Becker | Andreï Medvedev | 3 matchs à 0 | Parcours |

## Parcours en Grand Chelem

### En simple dames
| Année | Open d'Australie | Open d'Australie  | Internationaux de France | Internationaux de France | Wimbledon       | Wimbledon         | US Open         | US Open           |
| ----- | ---------------- | ----------------- | ------------------------ | ------------------------ | --------------- | ----------------- | --------------- | ----------------- |
| 1987  | -                | -                 | -                        | -                        | 1er tour (1/64) | Pam Shriver       | -               | -                 |
| 1989  | -                | -                 | 3e tour (1/16)           | Arantxa Sánchez          | -               | -                 | -               | -                 |
| 1990  | 2e tour (1/32)   | Helena Suková     | 2e tour (1/32)           | Julie Halard             | 1er tour (1/64) | Amanda Coetzer    | 2e tour (1/32)  | Halle Carroll     |
| 1991  | 1er tour (1/64)  | Arantxa Sánchez   | -                        | -                        | -               | -                 | -               | -                 |
| 1992  | 1er tour (1/64)  | Jennifer Capriati | 2e tour (1/32)           | Jana Novotná             | 2e tour (1/32)  | Nathalie Tauziat  | 2e tour (1/32)  | M.J. Fernández    |
| 1993  | -                | -                 | 1er tour (1/64)          | Pascale Paradis          | 3e tour (1/16)  | Gabriela Sabatini | 2e tour (1/32)  | Helena Suková     |
| 1994  | 2e tour (1/32)   | Gabriela Sabatini | 1er tour (1/64)          | Stephanie Rottier        | 1er tour (1/64) | Yayuk Basuki      | 3e tour (1/16)  | Elena Likhovtseva |
| 1995  | 2e tour (1/32)   | Karina Habšudová  | 1er tour (1/64)          | Amy Frazier              | 1er tour (1/64) | Yayuk Basuki      | 1er tour (1/64) | Tatjana Jecmenica |
| 1996  | -                | -                 | -                        | -                        | 3e tour (1/16)  | Mary Pierce       | -               | -                 |
| 1997  | 2e tour (1/32)   | Mary Pierce       | -                        | -                        | -               | -                 | 1er tour (1/64) | Brie Rippner      |

À droite du résultat, l’ultime adversaire.

### En double dames
| Année | Open d'Australie            | Open d'Australie           | Internationaux de France    | Internationaux de France   | Wimbledon                   | Wimbledon                 | US Open                     | US Open                    |
| ----- | --------------------------- | -------------------------- | --------------------------- | -------------------------- | --------------------------- | ------------------------- | --------------------------- | -------------------------- |
| 1988  | -                           | -                          | -                           | -                          | 1er tour (1/32) N. Bykova   | Chris Evert W. Turnbull   | -                           | -                          |
| 1989  | -                           | -                          | -                           | -                          | -                           | -                         | 2e tour (1/16) Leila Meskhi | Steffi Graf G. Sabatini    |
| 1990  | 1/4 de finale Leila Meskhi  | G. Fernández Robin White   | 3e tour (1/8) Leila Meskhi  | Mercedes Paz A. Sánchez    | 2e tour (1/16) Leila Meskhi | N. Tauziat J. Wiesner     | 1/4 de finale Leila Meskhi  | L. Neiland N. Zvereva      |
| 1991  | 1er tour (1/32) Bryukhovets | N. van Lottum Clare Wood   | -                           | -                          | -                           | -                         | -                           | -                          |
| 1992  | 1er tour (1/32) K. Maleeva  | Leila Meskhi Mercedes Paz  | 2e tour (1/16) Bryukhovets  | C. Martínez A. Sánchez     | 2e tour (1/16) Bryukhovets  | Lori McNeil Rennae Stubbs | 2e tour (1/16) Bryukhovets  | Hetherington Kathy Rinaldi |
| 1993  | -                           | -                          | 2e tour (1/16) Bryukhovets  | K. Maleeva N. Tauziat      | 2e tour (1/16) Bryukhovets  | A. Sánchez Helena Suková  | 2e tour (1/16) Bryukhovets  | Elna Reinach J. Richardson |
| 1994  | 3e tour (1/8) Laura Golarsa | Pam Shriver E. Smylie      | 1/4 de finale L. Neiland    | Julie Halard N. Tauziat    | 1/4 de finale L. Neiland    | Nicole Arendt K. Radford  | 3e tour (1/8) C. Martínez   | L. Davenport Lisa Raymond  |
| 1995  | 1er tour (1/32) K. Maleeva  | K. Habšudová R. Zrubáková  | 1er tour (1/32) K. Maleeva  | M. Lindström M. Strandlund | 2e tour (1/16) K. Maleeva   | C. Martínez P. Tarabini   | -                           | -                          |
| 1997  | 1er tour (1/32) E. Makarova | Katrina Adams MJ Fernández | -                           | -                          | -                           | -                         | 2e tour (1/16) E. Tatarkova | R. Dragomir Iva Majoli     |
| 1998  | -                           | -                          | 1er tour (1/32) J. Husárová | Janet Lee Wang Shi-Ting    | -                           | -                         | -                           | -                          |

Sous le résultat, la partenaire ; à droite, l’ultime équipe adverse.

### En double mixte
| Année | Open d'Australie            | Open d'Australie        | Internationaux de France      | Internationaux de France    | Wimbledon                   | Wimbledon               | US Open                       | US Open                    |
| ----- | --------------------------- | ----------------------- | ----------------------------- | --------------------------- | --------------------------- | ----------------------- | ----------------------------- | -------------------------- |
| 1990  | -                           | -                       | 1/2 finale Kelly Jones        | A. Sánchez Jorge Lozano     | -                           | -                       | 2e tour (1/8) Kelly Jones     | N. Zvereva Jim Pugh        |
| 1991  | 1er tour (1/16) Kelly Jones | M. Jaggard B. Dyke      | -                             | -                           | -                           | -                       | -                             | -                          |
| 1992  | -                           | -                       | 2e tour (1/16) Jorge Lozano   | A. Sánchez T. Woodbridge    | -                           | -                       | 2e tour (1/8) H. J. Davids    | Hetherington G. Michibata  |
| 1993  | -                           | -                       | 2e tour (1/16) Royce Deppe    | Pam Shriver Mark Keil       | 1er tour (1/32) Kelly Jones | Clare Wood Mark Petchey | 1er tour (1/16) Paul Haarhuis | Kathy Rinaldi P. Galbraith |
| 1994  | 1/2 finale Paul Haarhuis    | L. Neiland A. Olhovskiy | 1/4 de finale Paul Haarhuis   | Helena Suková T. Woodbridge | -                           | -                       | 2e tour (1/8) H. J. Davids    | Elna Reinach P. Galbraith  |
| 1995  | -                           | -                       | 1/4 de finale Paul Haarhuis   | R. McQuillan D. Macpherson  | -                           | -                       | -                             | -                          |
| 1997  | 1/4 de finale Jacco Eltingh | M. Bollegraf Rick Leach | -                             | -                           | -                           | -                       | -                             | -                          |
| 1998  | -                           | -                       | 1er tour (1/32) Fernon Wibier | V. Williams J. Gimelstob    | -                           | -                       | -                             | -                          |

Sous le résultat, le partenaire ; à droite, l’ultime équipe adverse.

## Parcours aux Masters

### En double dames
| # | Date       | Nom de l'édition                      | ($)       | Surface         | Résultat   | Partenaire   | Ultimes adversaires          | Score         |          |
| - | ---------- | ------------------------------------- | --------- | --------------- | ---------- | ------------ | ---------------------------- | ------------- | -------- |
| 1 | 12/11/1990 | Virginia Slims Championships New York | 3 000 000 | Moquette (int.) | 1/2 finale | Leila Meskhi | Mercedes Paz Arantxa Sánchez | 7-5, 4-6, 7-6 | Parcours |

## Parcours aux Jeux olympiques

### En double dames
| # | Date       | Nom de l'olympiade      | Surface    | Résultat        | Partenaire  | Ultimes adversaires            | Score   |          |
| - | ---------- | ----------------------- | ---------- | --------------- | ----------- | ------------------------------ | ------- | -------- |
| 1 | 23/07/1996 | Summer Olympics Atlanta | Dur (ext.) | 1er tour (1/16) | Olga Lugina | Manon Bollegraf Brenda Schultz | Forfait | Parcours |

## Parcours en Coupe de la Fédération
| #                                                          | Date       | Lieu       | Surface | Gagnante(s)                      | Perdante(s)                          | Score    |          |
|                                                            |            |            |         |                                  |                                      |          |          |
| 1991 - 1er tour (groupe mondial) - URSS - Paraguay - 3 : 0 |            |            |         |                                  |                                      |          |          |
| 1                                                          | 22/07/1991 | Nottingham |         | Natalia Medvedeva Larisa Neiland | Rossana de los Ríos Larissa Schaerer | 6-3, 6-2 | Parcours |

## Classements WTA en fin de saison

### En simple
| Année | 1987 | 1988 | 1989 | 1990 | 1991 | 1992 | 1993 | 1994 | 1995 | 1996 | 1997 |
| Rang  | 197  | 310  | 67   | 56   | 82   | 41   | 23   | 57   | 78   | 88   | 386  |

Source : (en) « Classements de Natalia Medvedeva », sur le site officiel du WTA Tour

### En double
| Année | 1987 | 1988 | 1989 | 1990 | 1991 | 1992 | 1993 | 1994 | 1995 | 1996 | 1997 |
| Rang  | 176  | 148  | 49   | 25   | 62   | 60   | 33   | 36   | 65   | 70   | 178  |

Source : (en) « Classements de Natalia Medvedeva », sur le site officiel du WTA Tour